# Alianza Patriótica Serbia
La Alianza Patriótica Serbia (en serbio: Српски патриотски савез, romanizado:  Srpski patriotski savez; abreviado СПАС SPAS; literalmente "salvación") es un partido populista de derecha y conservador en Serbia. Su fundador y actual líder es Aleksandar Šapić, alcalde de Nueva Belgrado. 
El exlíder de Dveri, Vladan Glišić, fue elegido como miembro de la presidencia. El partido fue fundado en marzo de 2010 como una plataforma política local, para luego fundarse como partido político nacional el 21 de julio de 2018.
El partido participó en las elecciones parlamentarias de 2020 y obtuvo la tercera posición con el 3,83% del voto popular, obteniendo 11 escaños.

## Presidentes
| No. | Presidente       | Presidente | Inicio del periodo  | Término del periodo |
| --- | ---------------- | ---------- | ------------------- | ------------------- |
| 1   | Aleksandar Šapić |            | 21 de julio de 2018 | En el cargo         |

## Resultados electorales
| Año  | Votos   | %     | Escaños | Variación | Resultado |
| ---- | ------- | ----- | ------- | --------- | --------- |
| 2020 | 123,393 | 3.83% | 11/250  | 11        | Oposición |